# Abdij van Paulinzella
De Abdij van Paulinzella (Duits: Kloster Paulinzella) is een klooster- en kerkruïne in het gelijknamige dorp in het Thüringerwoud. De benedictijnenabdij stamt uit de 12e eeuw. Het is een van de best bewaarde gebouwen uit de Romaanse tijd en speelde ook een beduidende rol in de Duitse romantiek en haar aanverwante literatuur. Het gebouw werd verlaten tijdens de Reformatie. Het klooster werd gesticht door (en is genoemd naar) Paulina, een adellijke vrouw uit het toenmalige hertogdom Saksen.
De abdij werd opgericht naar de regels van de Reformatie van Hirsau en gebouwd volgens de regels van de Bouwschool van Hirsau, vernoemd naar de Abdij van Hirsau in het Zwarte Woud in Baden-Württemberg. Paulinzella werd gesticht als dubbelabdij. 
Ten zuidwesten van het abdijencomplex is ook het Jachtslot van Paulinzella te vinden.

## Inspiratiebron voor de Duitse romantiek
Friedrich Schiller en Goethe waren er zo van onder de indruk dat Goethe er zijn verjaardag vierde in 1817.
A.E. Hermann was zo onder de indruk dat hij er in 1810 een gedicht aan gewijd heeft, dat lange tijd aan Schiller toegeschreven werd.
Einsam stehn des öden Tempels Säulen,
Efeu rankt am unverschlossnen Tor.
Sang und Klang verstummt, des Uhus Heulen
schallet nun im eingestürzten Chor.
Weg sind Prunk und alle Herrlichkeiten,
schon enteilt im langen Strom der Zeiten
Bischofsring und Siegel, Ring und Stab,
in der Vorwelt ewig offnes Grab.
Nichts ist bleibend, alles eilt von hinnen,
Jammer und erhörter Liebe Glück;
unser Streben, unser Hoffen, Sinnen,
wichtig nur für einen Augenblick.
Was im Lenz wir liebevoll umfassen,
sehen wir im Herbste schon verblassen,
und der Schöpfung größtes Meisterstück
sinkt veraltet in den Staub zurück.

## Afbeeldingen

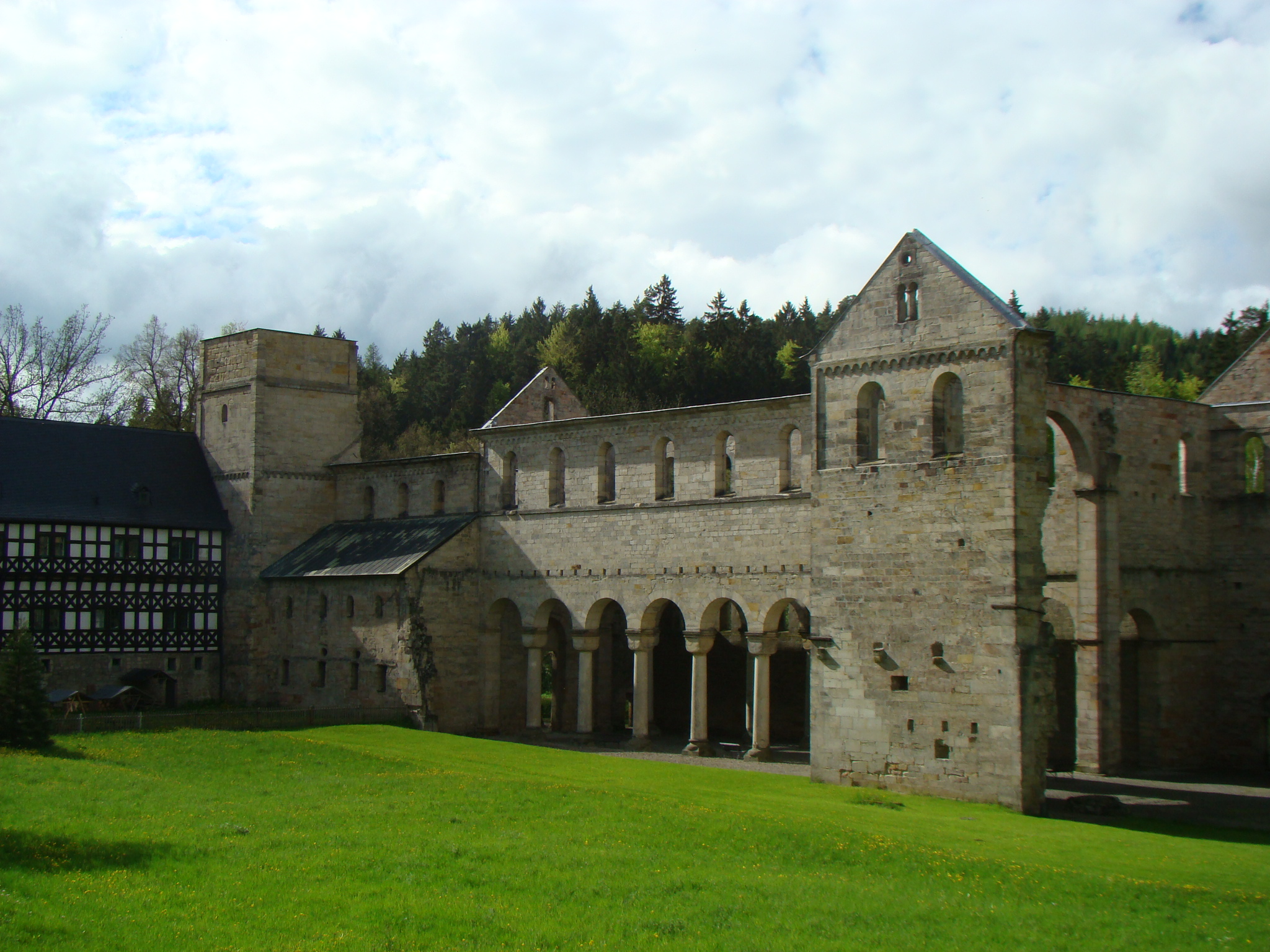
Het kloostercomplex vanuit het zuidoosten
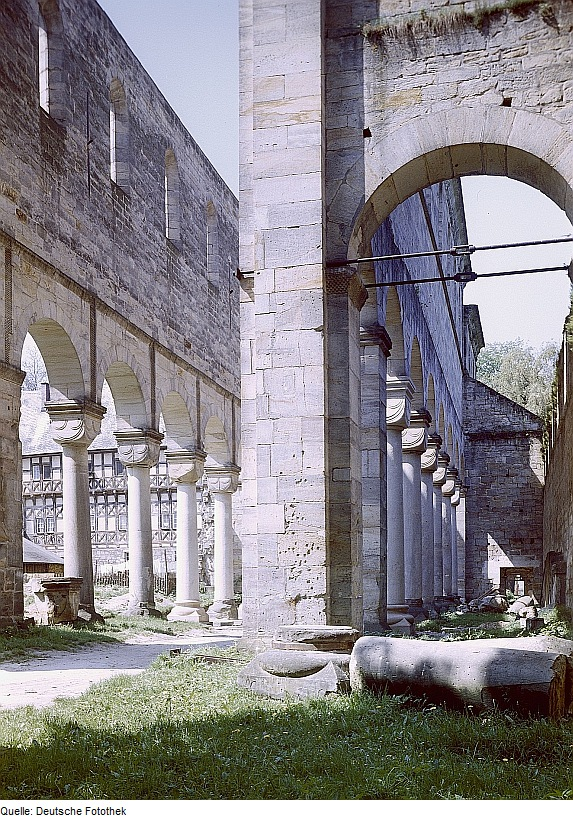
Romaanse zuilen binnen het kloostercomplex
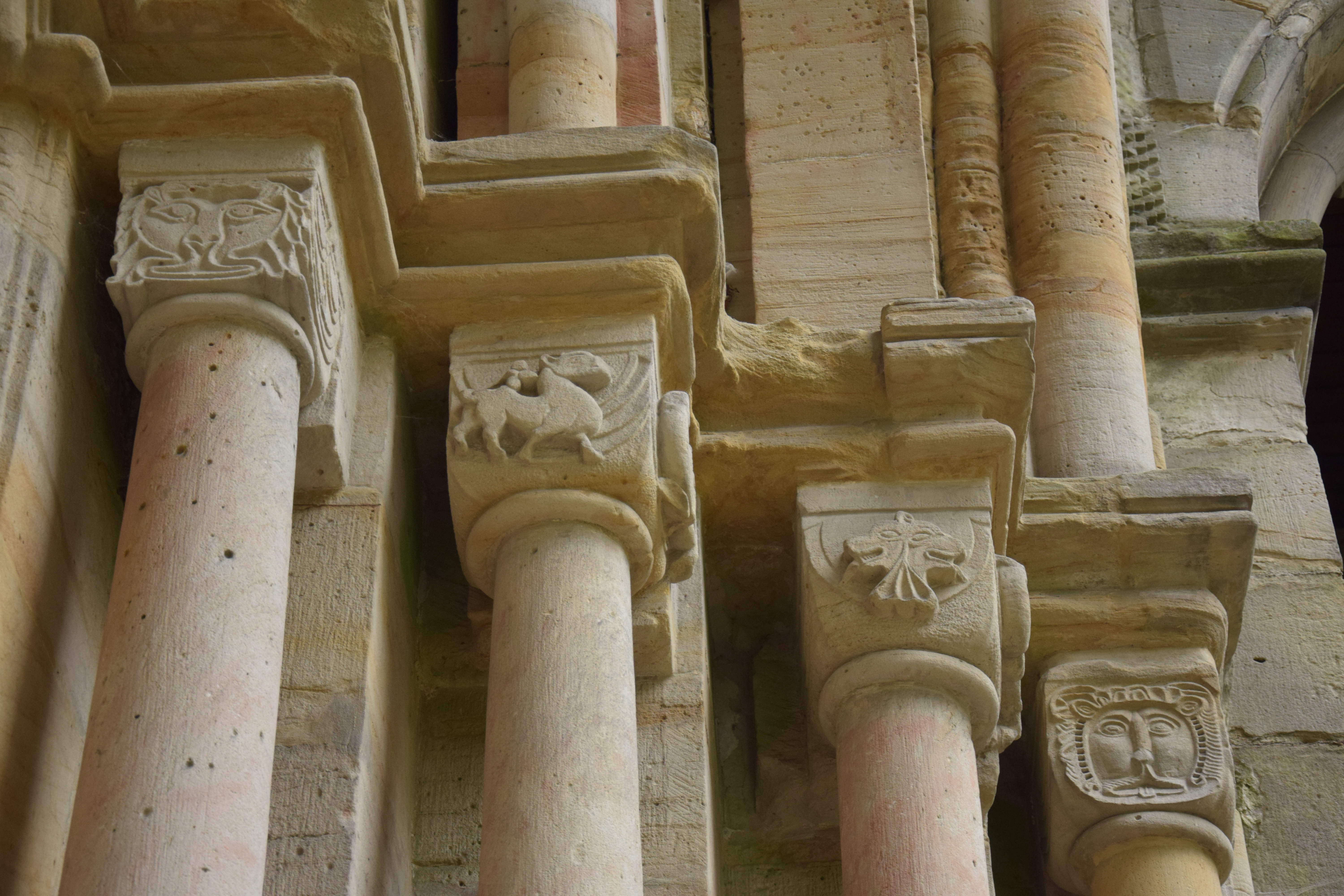
Detail van de zuilen
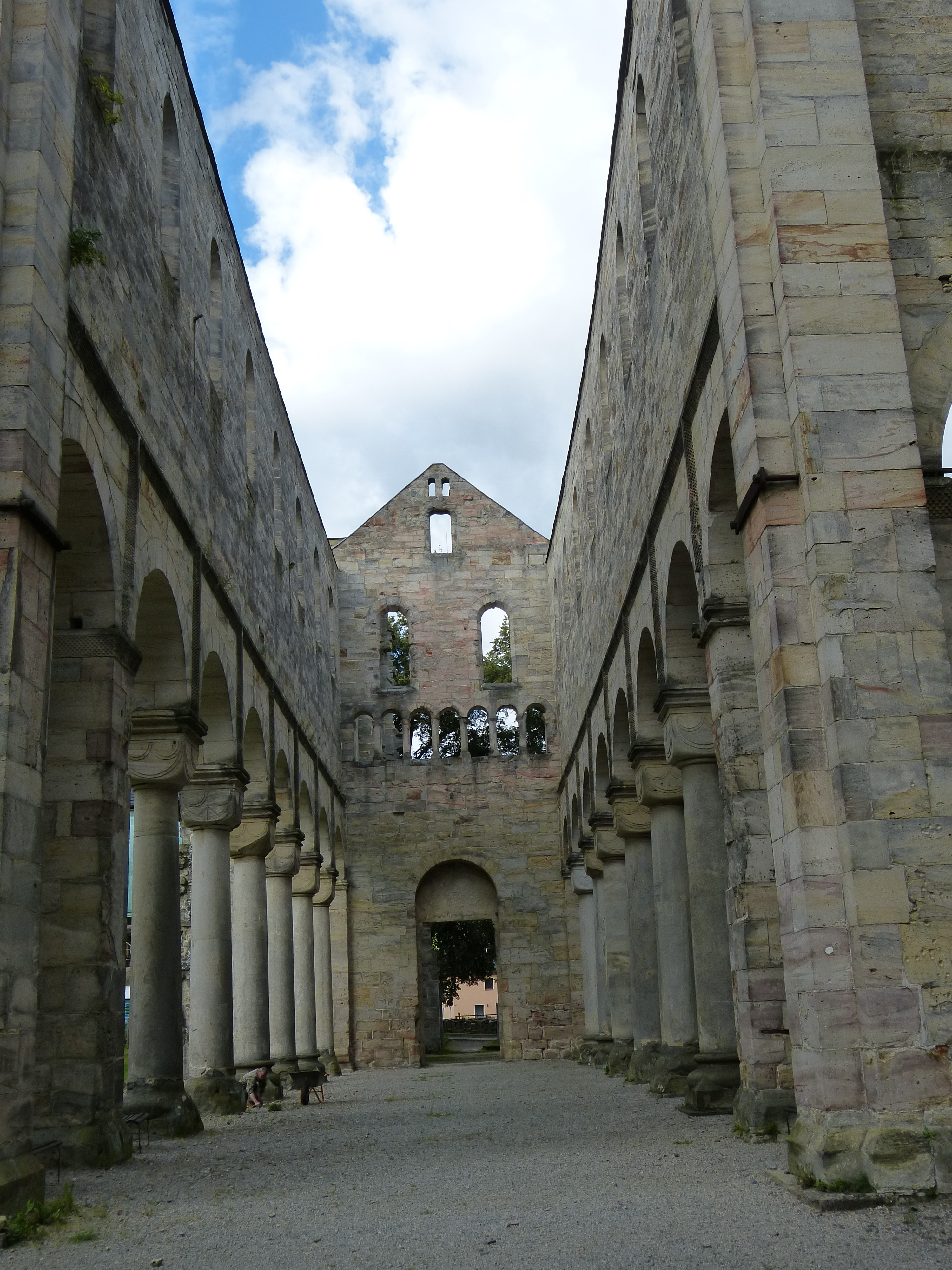
Het kerkschip van de kloosterkerk, vanuit het westen
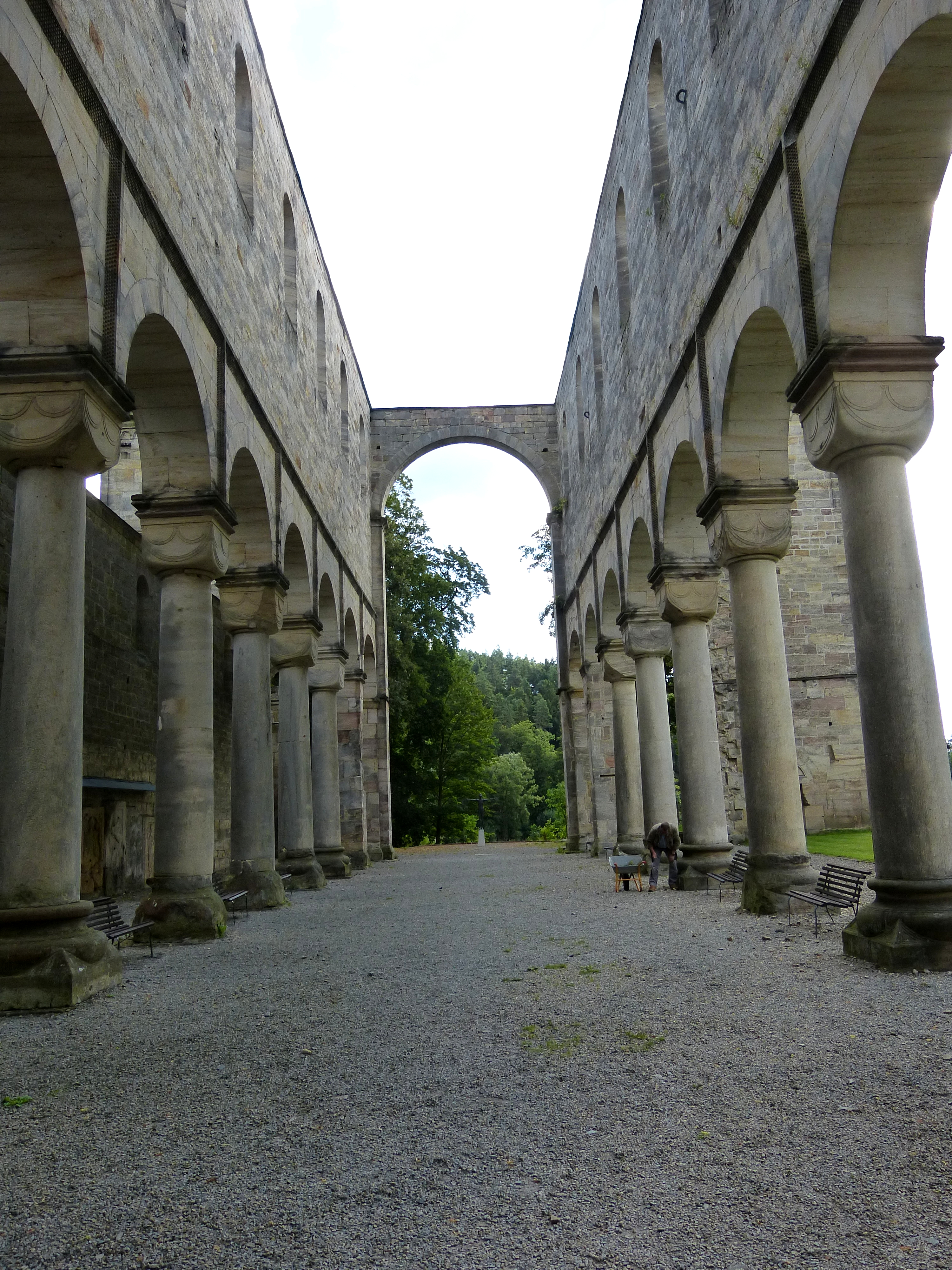
Het kerkschip van de kloosterkerk, vanuit de oosten
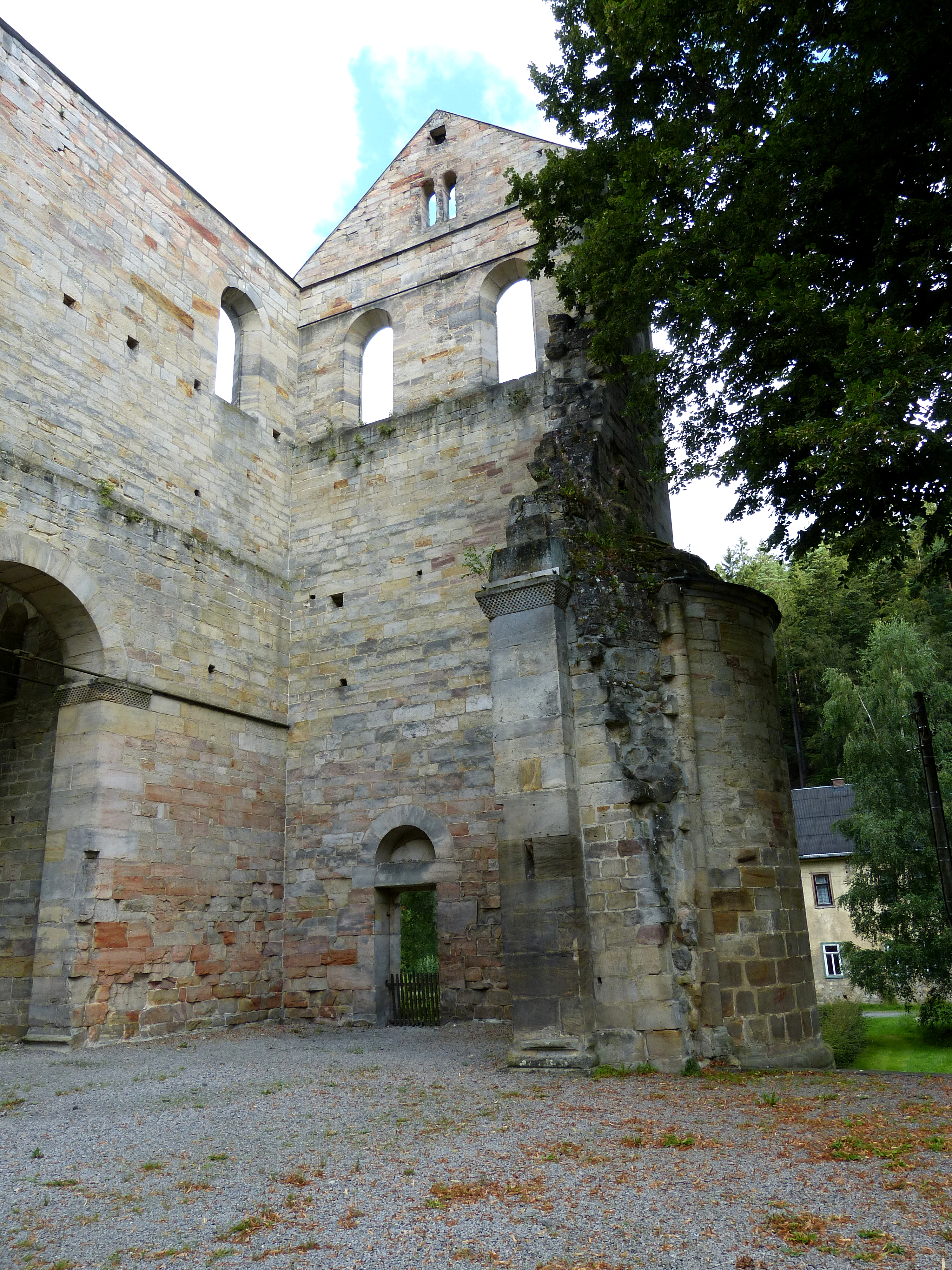
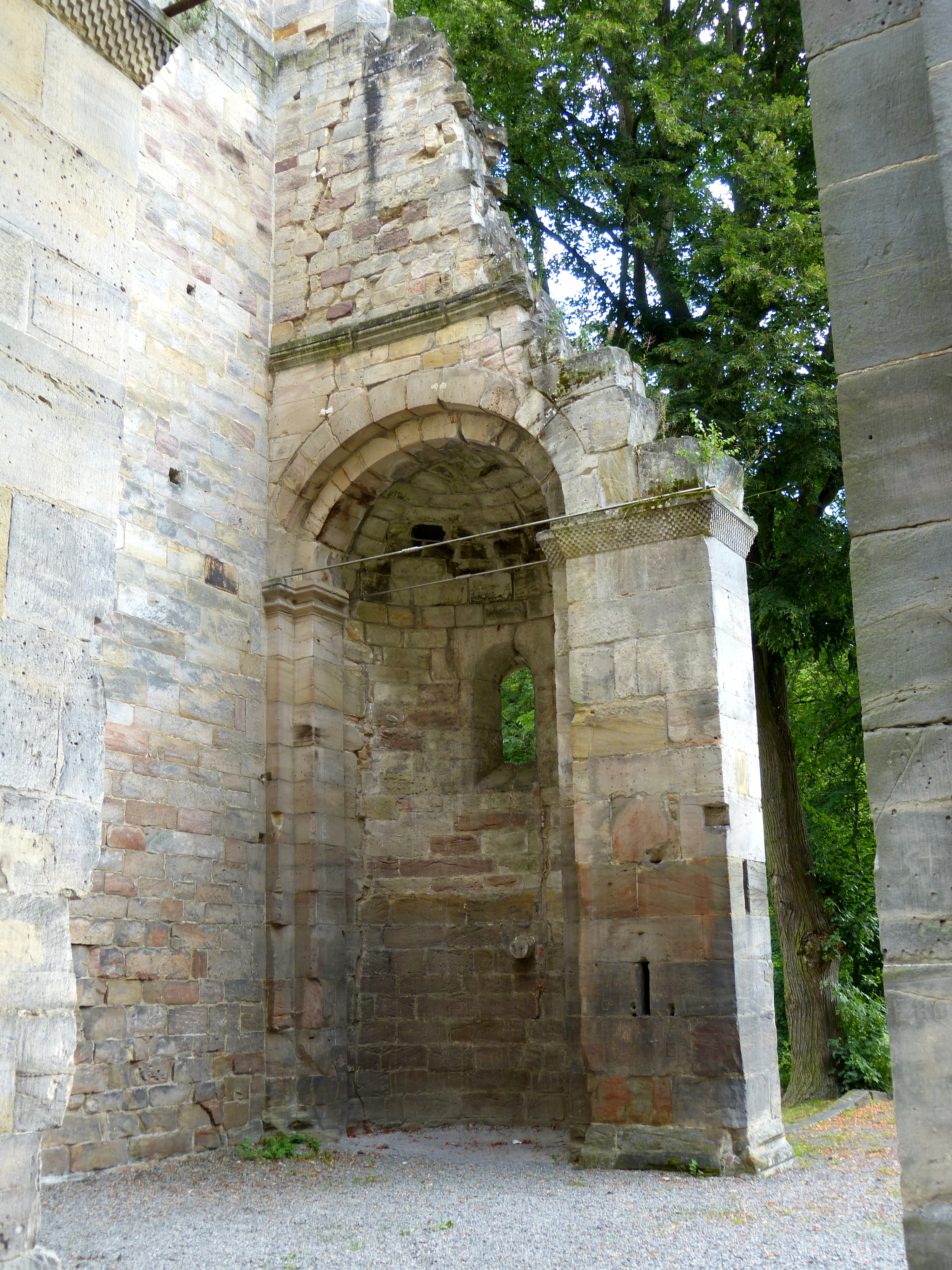
Absis binnen het abdijcomplex
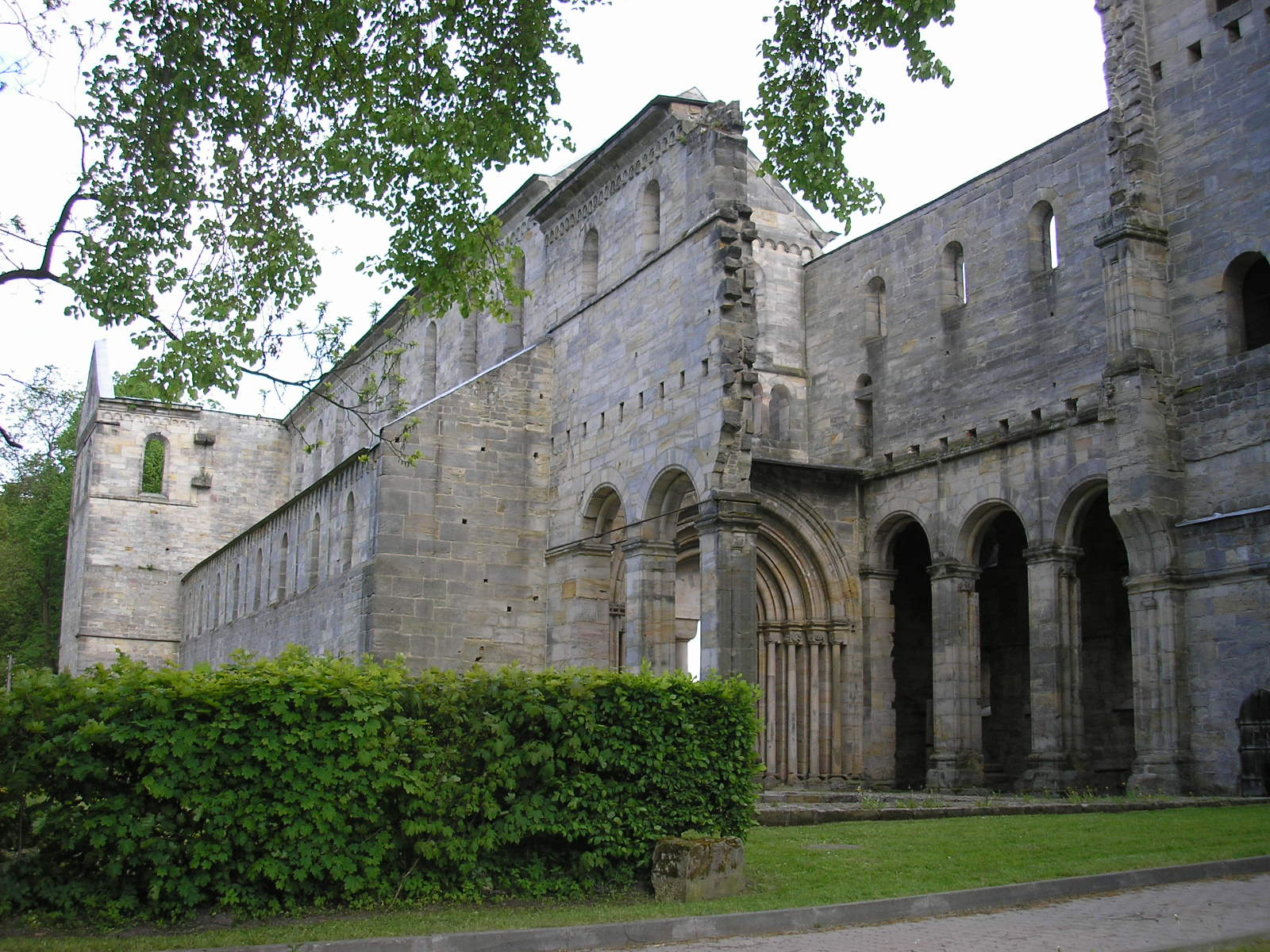
Het gehele schip vanuit het westen
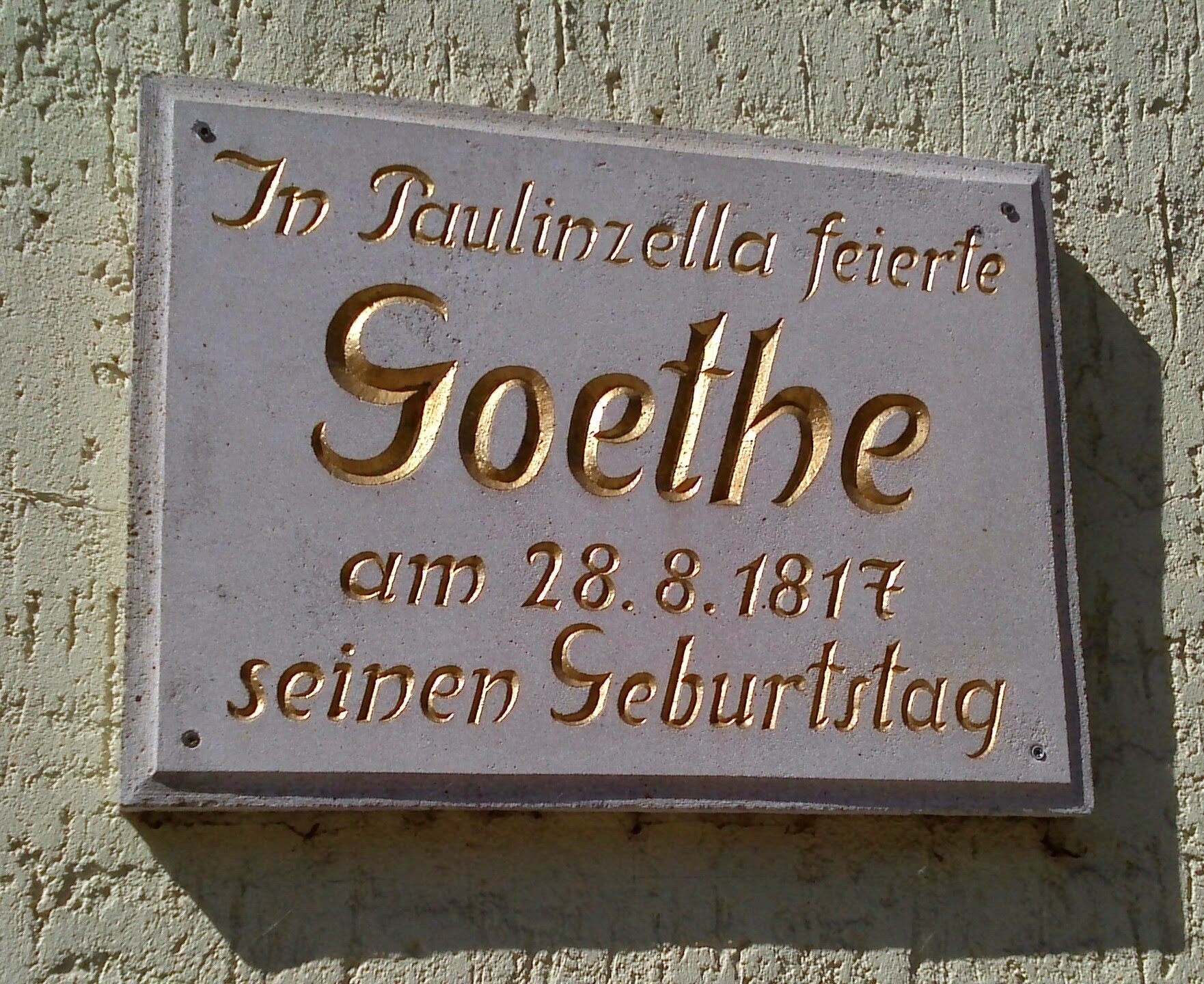
Verwijzing naar Goethe
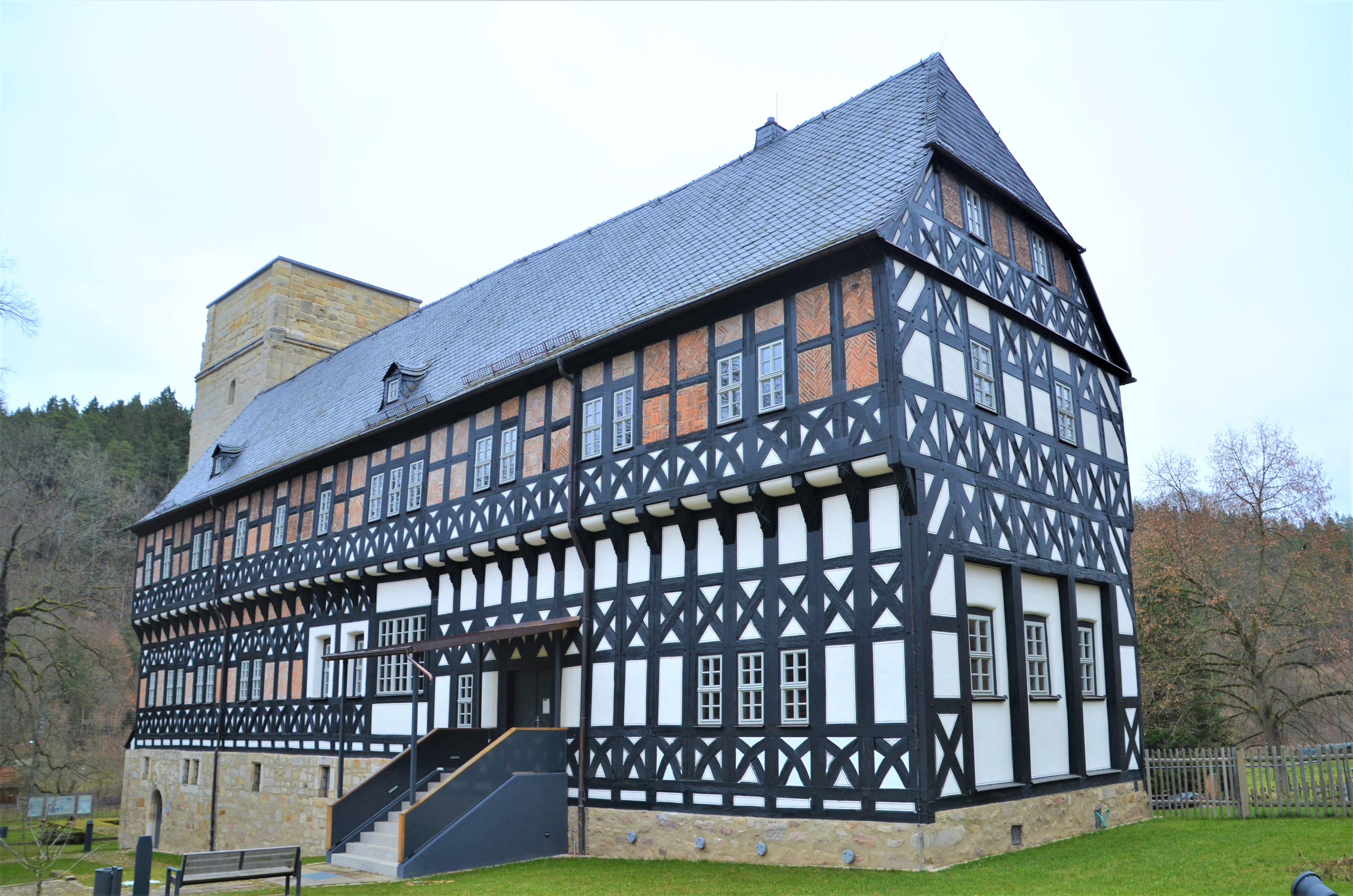
Het naast het abdijcomplex gelegen ambtshuis
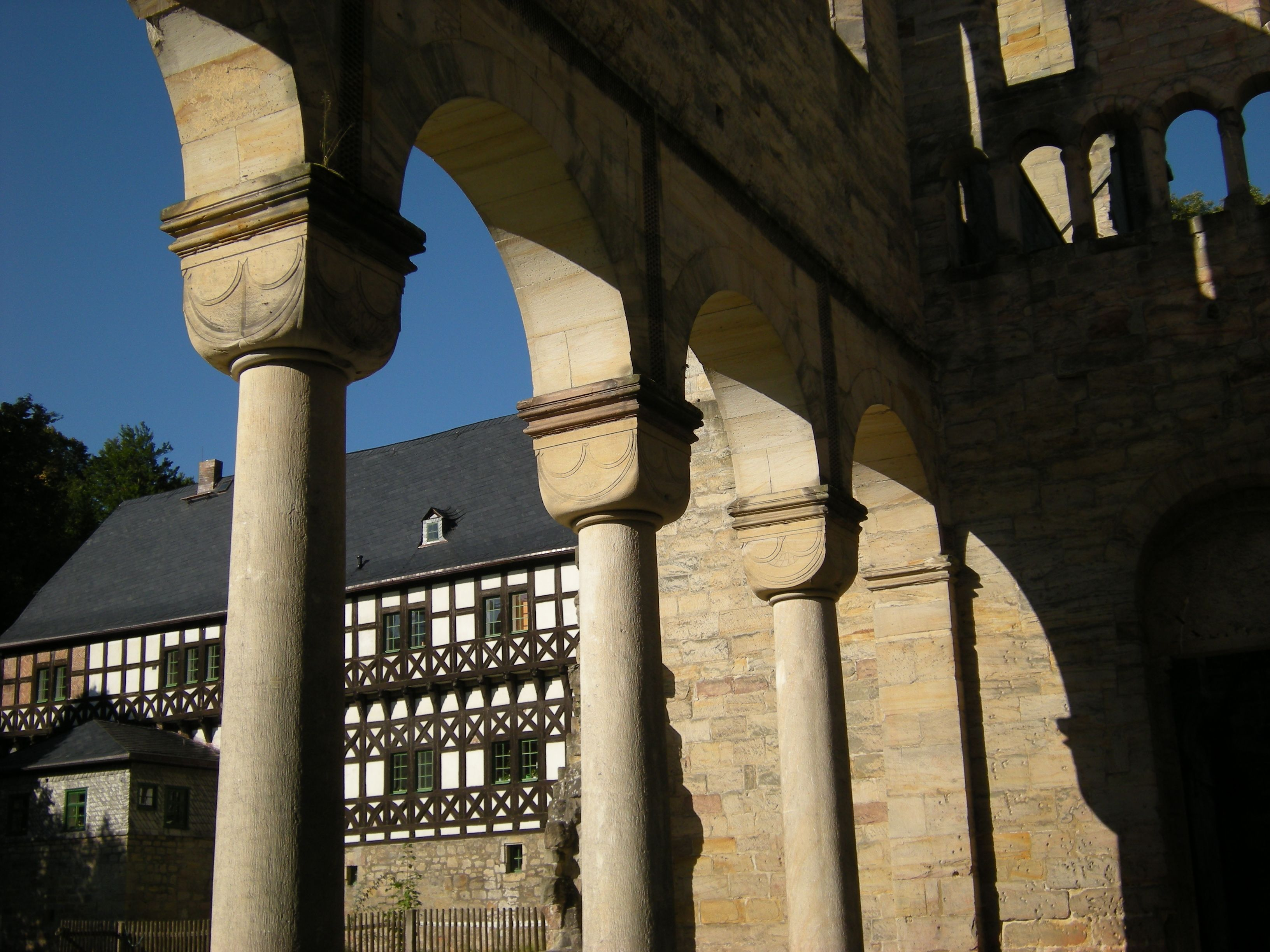
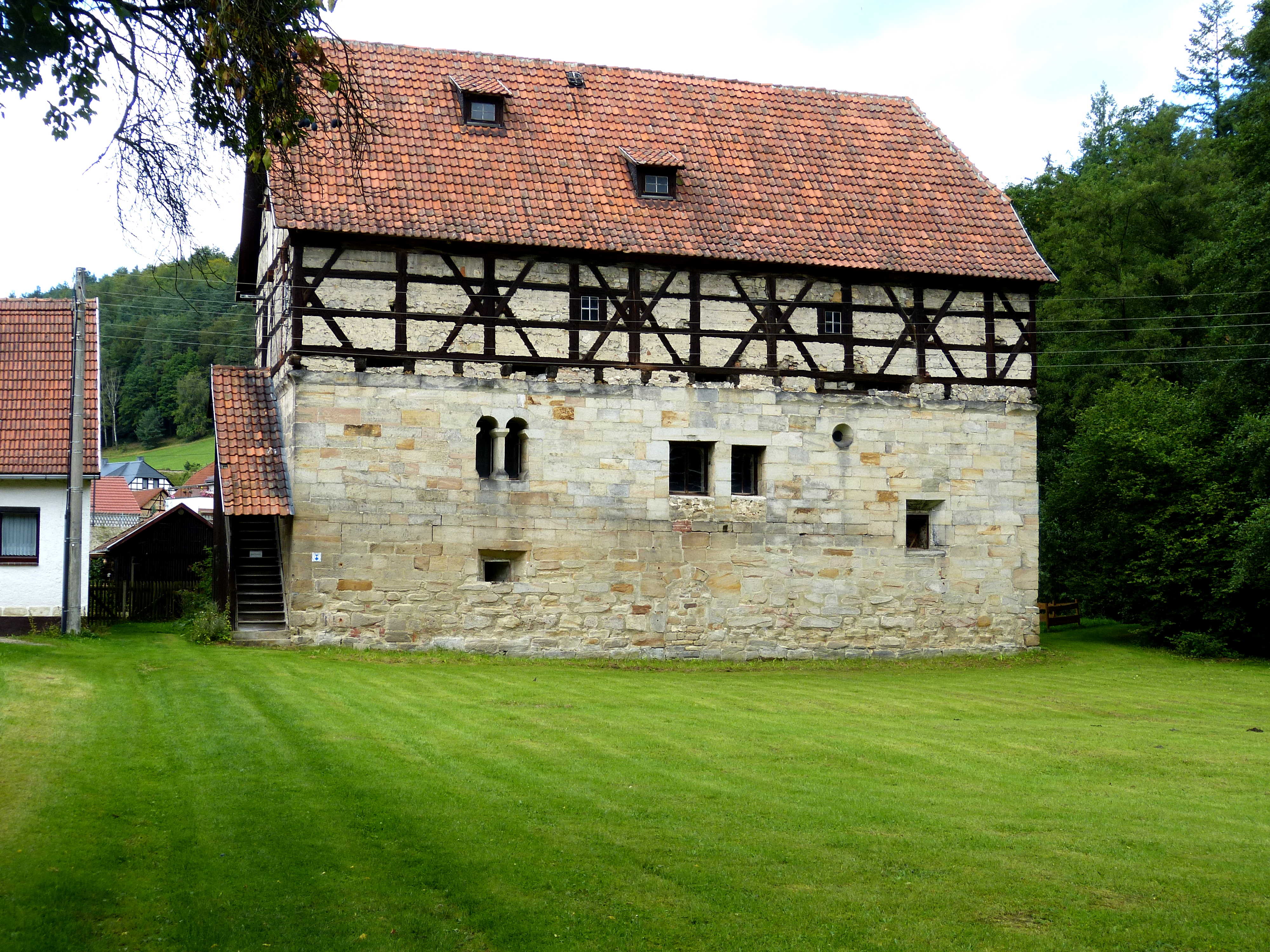
Zinsboden
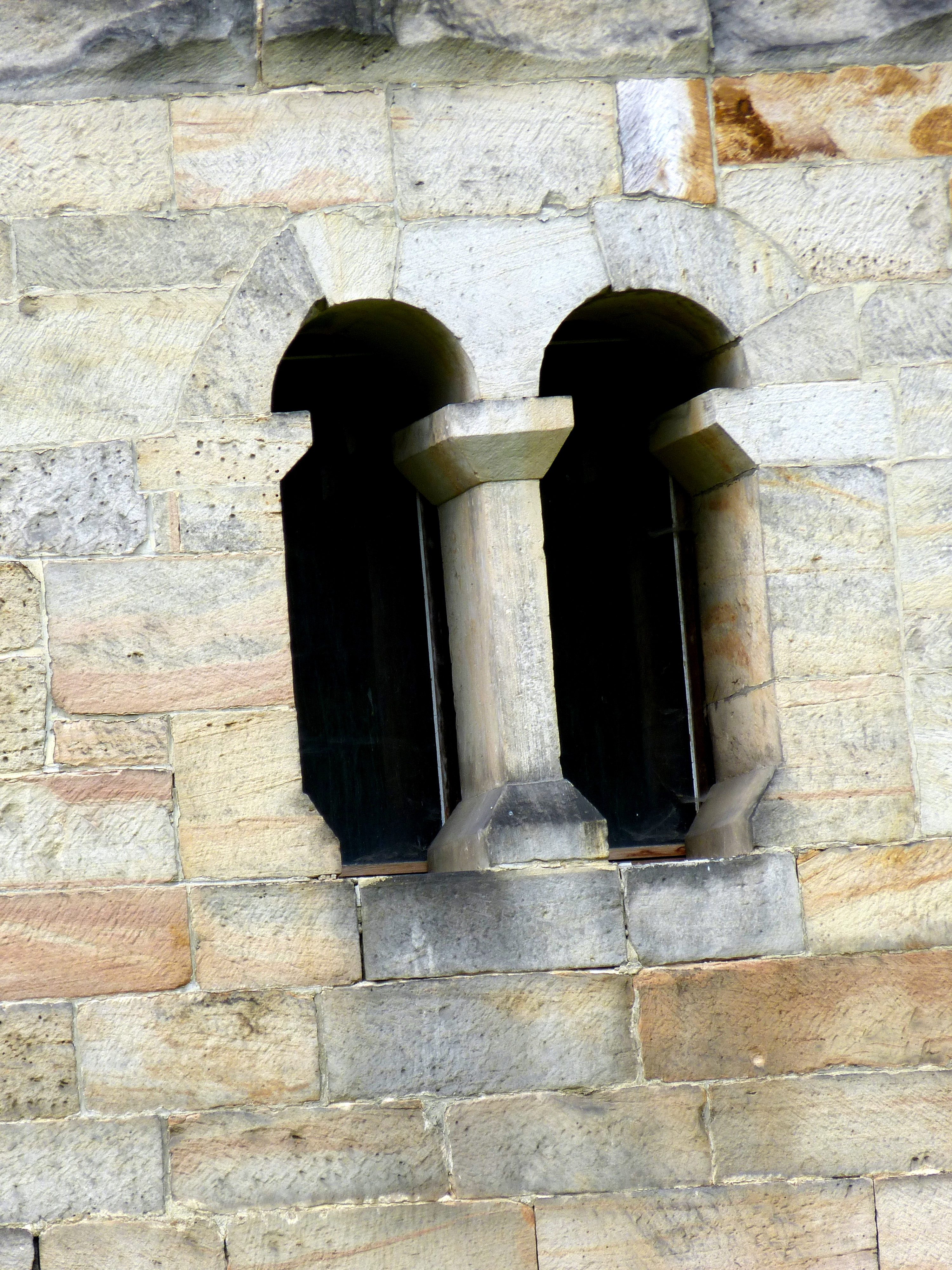
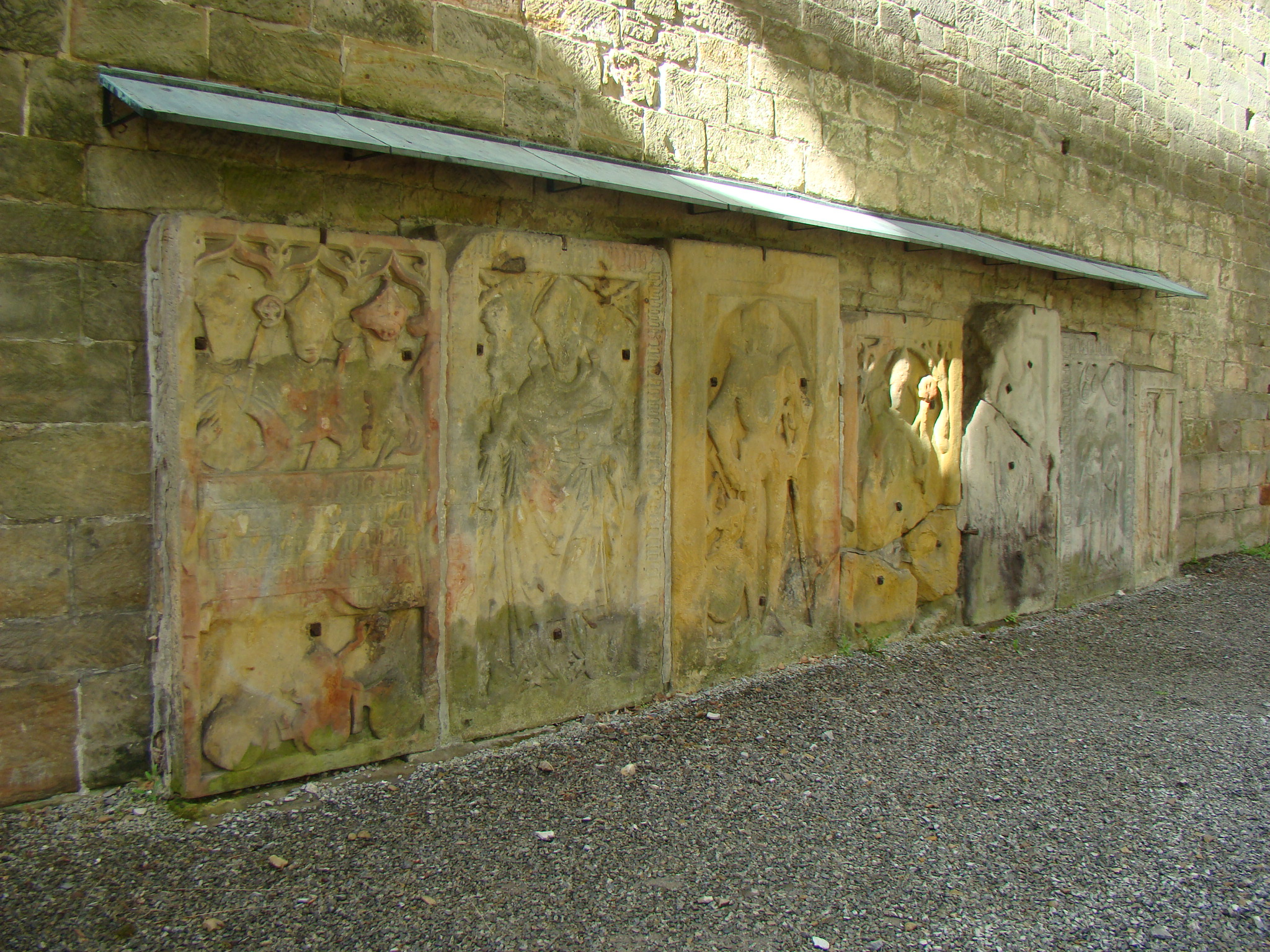
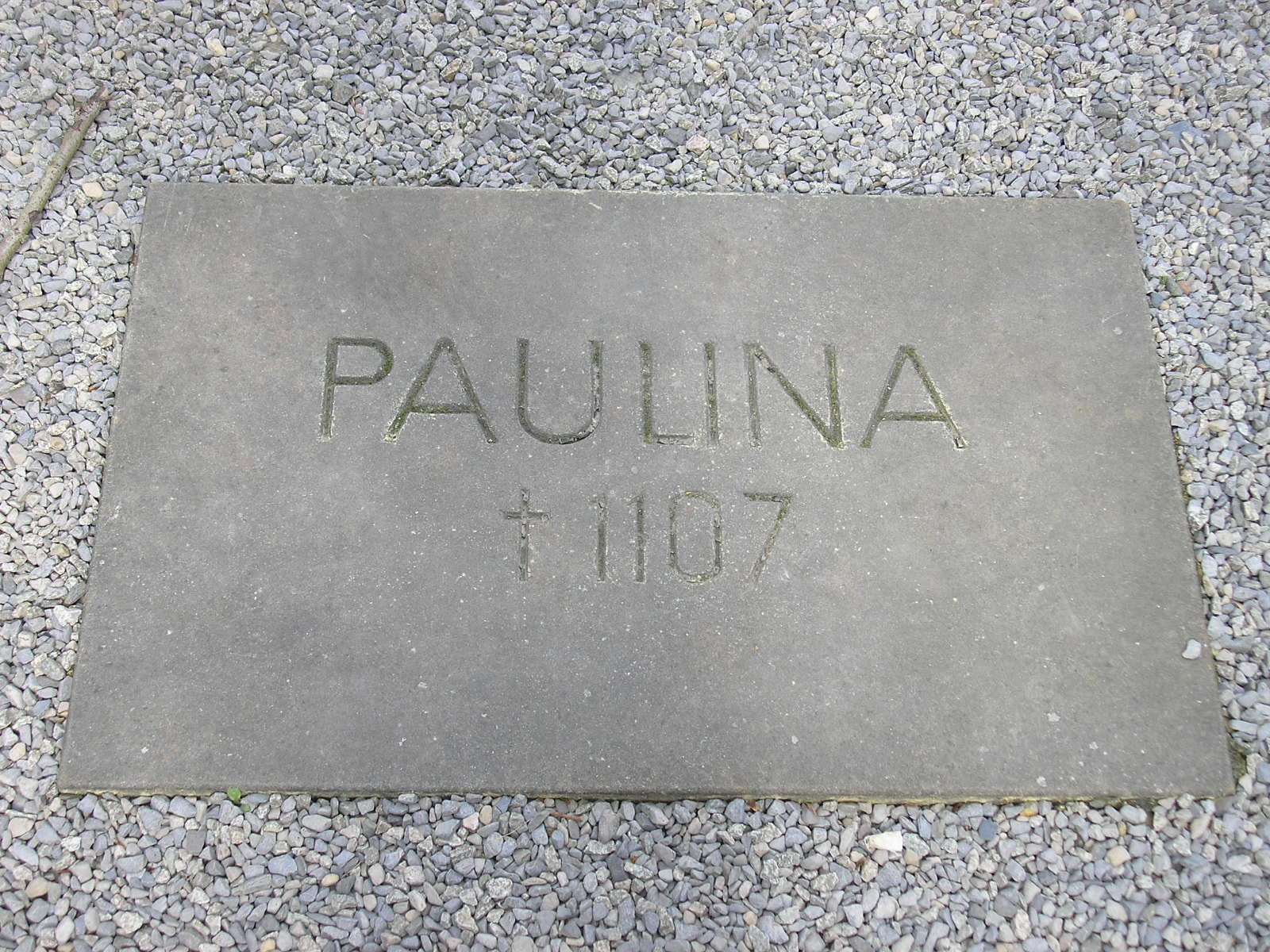
Het grafmonument voor de stichteres
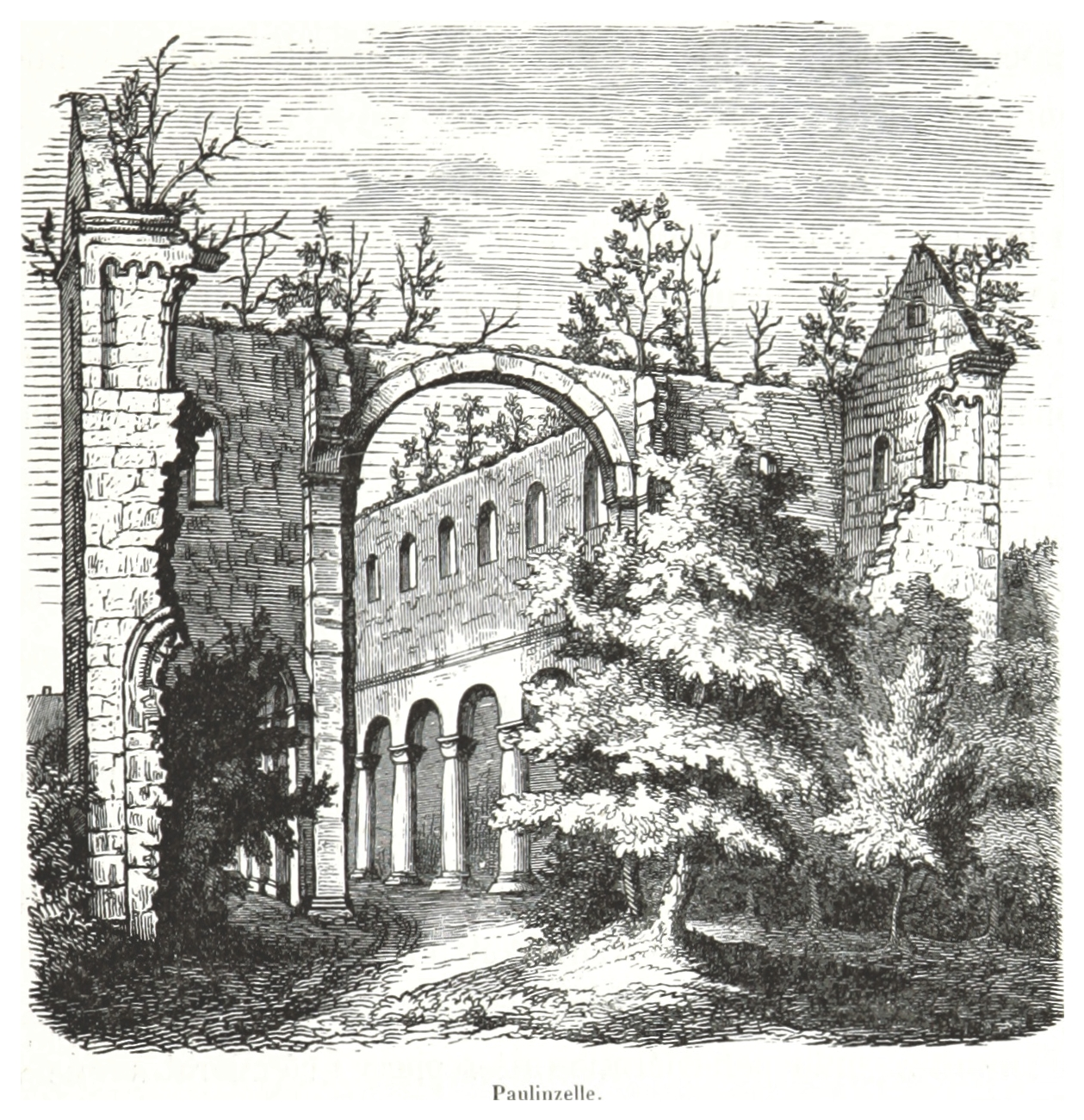
Historische afbeelding
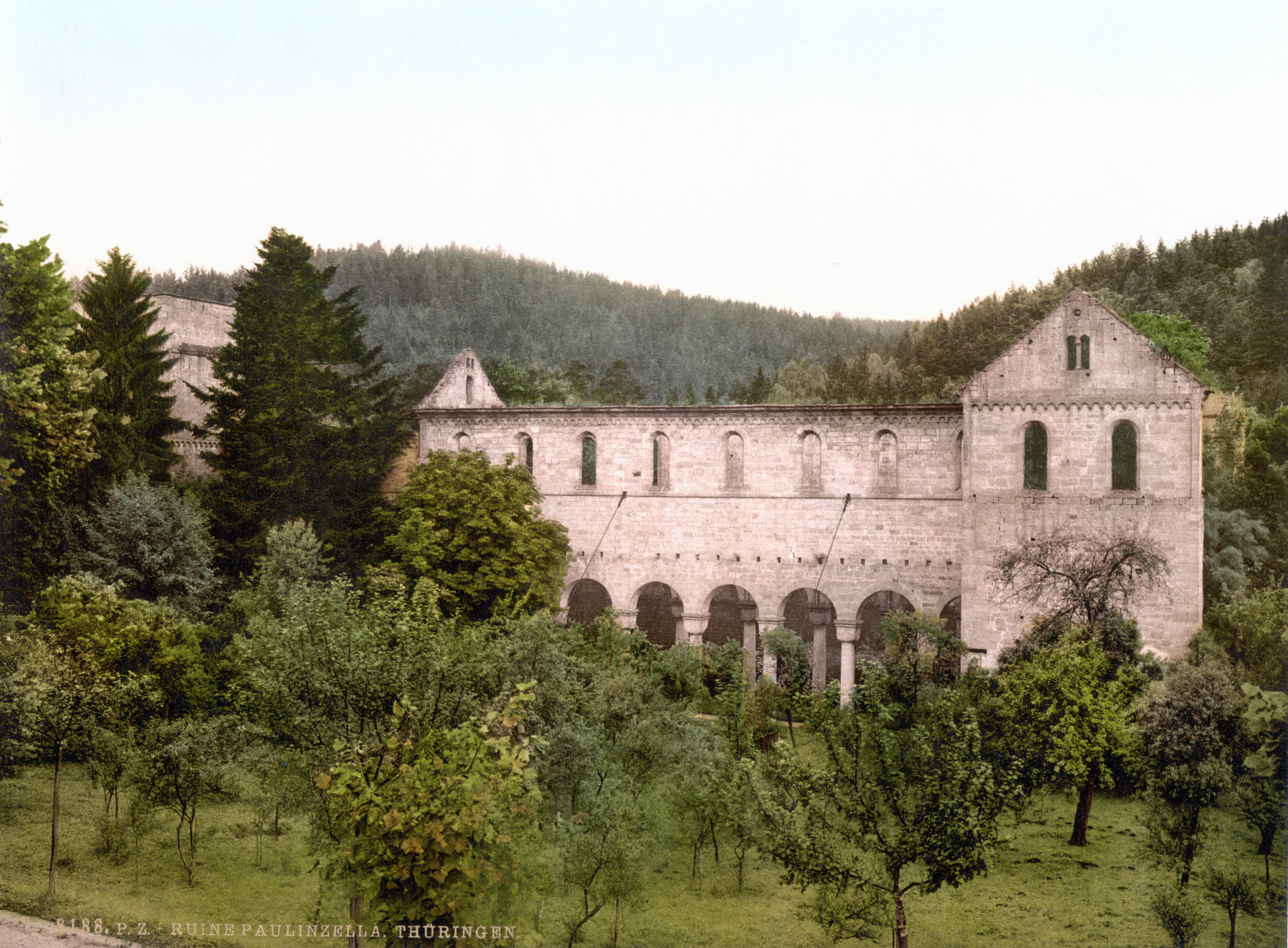
Afbeelding van de abdij rond 1900, ten tijde van het Duitse Keizerrijk